# Manuel Duarte
Manuel Almeida Duarte (ur. 29 maja 1945 w Celorico, zm. 2 września 2022 w Fafe) − portugalski piłkarz, napastnik. Uczestnik oraz brązowy medalista Mistrzostw Świata z roku 1966.

## Kariera klubowa
W latach 1965–1966 występował w lokalnym klubie Leixões SC. W 1966 został zawodnikiem Sportingu, w którym grał do 1969. Później występował jeszcze m.in. w FC Porto.

## Kariera reprezentacyjna
W reprezentacji Portugalii wystąpił dwa razy, nie strzelając ani jednego gola. Na Mundialu 1966 w Anglii, on jak i Américo Lopes, Fernando Peres oraz João Lourenço nie rozegrał ani jednego spotkania w barwach reprezentacji Portugalii.

### Osiągnięcia
- Mistrz Portugalii (1969/1970)
- Brązowy medalista Mistrzostw Świata 1966